# Jean-Jacques Lochmann

Jean-Jacques Lochmann (1889)

Jean-Jacques Lochmann (* 6. Juni 1836 in Lausanne; † 27. November 1923 ebenda) war ein Schweizer Topograf, Ingenieur, Politiker und Oberst.

## Leben
Jean-Jacques Lochmann, Sohn eines Lehrers, studierte zwischen 1854 und 1858 in Lausanne und Paris, bevor er bis 1882 als Maschinenbauingenieur in Lausanne arbeitete. Im Jahr 1864 heiratete er Olympe Savary. Von 1878 bis 1882 war er Gemeinderat und von März bis September 1882 Stadtrat in Lausanne. Er wurde 1882 zum Oberst als Chef der Genietruppe und Direktor des Eidgenössischen Topographischen Büros (1882–1900) ernannt. Unter seiner Leitung entstand die Schulwandkarte der Schweiz 1:200'000. Jean-Jacques Lochmann war Mitglied und Präsident der Schweizerischen Geodätischen Kommission zwischen 1901 und 1920. 1919 wurde er zum Ehrendoktor der Universität Lausanne ernannt. Er starb am 27. November 1923 im Alter von 83 Jahren in Lausanne.

## Publikationen
- Jean-Jacques Lochmann: Les cartes topographiques suisses. In: Le Globe. 51, 1912, 1. S. 106–118.[11]
- Jean-Jacques Lochmann: De la cartographie en Suisse. In: Le Gobe. 45, 1906, 1. S. 37–58.[12]
- Jean-Jacques Lochmann: La nouvelle carte murale de la Suisse pour les écoles. In: Le Globe. 40, 1901, 1. S. 55–71.[13]
- Jean-Jacques Lochmann: L'organisation du génie dans l'armée suisse. In: Revue Militaire Suisse. 46, 1901, 7. S. 515–529.[14]
- Jean-Jacques Lochmann: La cartographie moderne en Suisse. In: Le Globe. 36, 1897, 1. S. 1–21.[15]
- Jean-Jacques Lochmann: Notizen und vergleichende Studie betreffend die Organisation der Genietruppen im neuen eidg. Wehrgesetz. Bern. 1893.